# Richard Graham
Richard Graham, viscount Preston, skotsk politiker, född 1648, död 1695, satt 1675-1681 och 1685-1688 i underhuset, där han tillhörde de protestantiske högtories, blev 1680 skotsk peer (viscount Preston) och var 1682-1685 utomordentligt sändebud i Frankrike.
Graham blev 1685 en av regeringspartiets ledare i underhuset, 1688 lordpresident  och sökte förgäves förmå Jakob II till en moderatare politik. Efter statsvälvningen satt han en tid (mars-oktober 1689) fängslad som misstänkt för jakobitiska stämplingar, men frigavs dock endast för att redan nyårsdagen 1691 ånyo bli häktad, just då han stod i begrepp att med viktiga dokument av högförrädisk art bege sig över till Jakob II i Paris. Han dömdes (17 januari) till döden, men räddade sig genom att ange sina medbrottslingar, benådades i juli och drog sig då tillbaka från det politiska livet.